# Andrés Vicente Gómez
Andrés Vicente Gómez Montero (Madrid, 16 de septiembre de 1943) es un productor de cine español al frente de la productora Lolafilms.
Andrés Vicente Gómez es uno de los productores más prolíficos, de más éxito en España y uno de los más respetados en Europa. Con una filmografía de más de 100 películas, casi todas marcadas por una relativa coherencia, buscando la diversidad y el afán por la calidad y, casi siempre, intentando buscar la complicidad del público.
Ganador de un Oscar por Belle Époque, en la categoría de Mejor película de Habla No Inglesa. A los premios obtenidos en los Festivales de Berlín, Venecia, Montreal y San Sebastián, se añade su presencia anual en los Goya, lo que le convierte en el productor español con mayor número de galardones nacionales e internacionales. Muchos de los éxitos de la taquilla nacional han sido producidos por Andrés Vicente Gómez, quien ha trabajado en los últimos 40 años con directores de incustionable prestigio, como Fernando Trueba, Pedro Almodóvar, Carlos Saura, Bigas Luna, Vicente Aranda, Álex de la Iglesia, Manuel Gutiérrez Aragón, Pilar Miró, Santiago Segura, Manuel Gómez Pereira, José Luis García Sánchez, John Malkovich o Ray Loriga, entre otros.

## Biografía
En 1990 se une a LolaFilms, S.A., productora originalmente con base en Barcelona, fundada por José Manuel Lara, Manuel Lombardero, Vicente Aranda, Carlos Durán y Oriol Regás, en la que entra a participar Pablo Atienza y su Central de inversiones Gescapital. A mediados de los noventa, mantiene un fructífero matrimonio con el Grupo Prisa para finalmente Telefónica adquirir el 70% de la Sociedad.
En los últimos años Andrés ha seguido manteniendo una producción constante de las películas en español e inglés, siendo responsable de títulos como Rain con Martin Scorsese como coproductor, The dancer upstairs con Javier Bardem y John Malkovich, Nearest to heaven con Catherine Deneuve, las coproducciones con Aurelio di Laurentiis Navidad en el Nilo y Navidad en Nueva York,  Soldados de Salamina de David Trueba, La fiesta del Chivo con Isabella Rosellini, Isi & Disi con Santiago Segura, Manolete con Adrien Brody y Penélope Cruz, Lolita´s Club de Vicente Aranda, Io, Don Giovanni de Carlos Saura, El Cónsul de Sodoma con Jordi Mollá o La chispa de la vida de Álex de la Iglesia.
Como distribuidor, desde principios de los años 70, Andrés Vicente Gómez ha traído al público español una ecléctica selección de la cinematografía internacional, con obras clásicas de directores como Buster Keaton, Charles Chaplin, Jean-Pierre Melville o Akira Kurosawa y películas como El último Emperador, Bailando con Lobos, Paseando a Miss Daisy o Henry V.
Ha distribuido los trabajos de numerosos autores de culto, como Bernardo Bertolucci, Robert Bresson, Claude Chabrol, Peter Greenaway, Shohei Imamura, Krzysztof Kieslowski, Alain Resnais, François Truffaut o Bertrand Tavernier. Y ha introducido en España las voces independientes de Peter Bogdanovich, Hal Hartley, Neil Jordan, Paul Morrissey, Tim Robbins o Alan Rudolph.
Aparte de su extensa labor como productor, Andrés Vicente Gómez es el presidente de la Media Business School, uno de los más prestigiosos centros de enseñanza y desarrollo de la Unión Europea. También es miembro de la European Film Academy y, desde 1994, de la Academy of Motion Picture Arts and Sciences of America. Trabaja activamente para la FIAPF ocupando el cargo de Presidente entre 2003 y 2008. En reconocimiento a su labor como uno de los productores que más ha contribuido a la industria del cine, el Festival de Cannes le tributó un homenaje en su edición de 1998. 
Desde 2010 trabaja en Oriente Medio, especialmente en Arabia Saudí, participando en la creación de la industria audiovisual del país y produciendo en 2014 la primera película internacional rodada en el país, Nacido Rey (Born a King).
Viudo de la escritora Carmen Rico Godoy desde 2001 y de la periodista Concha García Campoy desde 2013.

## Obra

### Filmografía
- Comanche Blanco (1968) de Gilbert Kay y José Briz
- El Hambre en el Mundo (1968) de José Briz
- Belleza Negra (1971) de James Hill y Andrea Bianchi
- Diabólica malicia (1972) de James Kelley y Andrea Bianchi
- La isla del tesoro (1972) de Andrea Bianchi y John Hough
- La loba y la Paloma (1973) de Gonzalo Suárez
- El asesino no está solo (1973) de Jesús García de Dueñas
- F for Fake (1974) de Orson Welles
- El cielo se cae (Las Flores del Vicio) (1975) de Silvio Narizzano
- La querida (1976) de Fernando Fernán Gómez
- Quería dormir en paz (1976) de Emma Cohen (cortometraje)
- La Raulito en libertad (1977) de Lautaru Murúa
- ¿Por qué perdimos la guerra (1977) de Diego Santillán y Luis Galindo
- La viuda andaluza (1978) de Francesc Betriu
- La verdad sobre el caso Savolta (1979) de Antonio Drove
- Silvia ama a Raquel (1979) de Diego Santillán
- Cocaína (1980) de Julio Wizuete y Jimmy Gimé
- Corridas de alegría (1981) de Gonzalo García Pelayo
- Black Venus (1983) de Claude Mulot
- Los caraduros (1983) de Antonio Ozores
- El pan debajo del brazo (1984) de Mariano Ozores
- Christina y la reconversión sexual (1984) de Francisco Lara Polop
- Los pazos de Ulloa (1984) de Gonzalo Suárez (miniserie)
- La flecha negra (1985) de John Hough
- Sé infiel y no mires con quién (1985) de Fernando Trueba
- Matador (1986) de Pedro Almodóvar
- El año de las luces, (1986) de Fernando Trueba
- La estanquera de Vallecas (1987) de Eloy de la Iglesia
- El pecador impecable (1987) de Augusto Martínez Torres
- Los negros también comen (1987) de Marco Ferreri
- El Dorado (1987) de Carlos Saura
- Remando al viento (1987) de Gonzalo Suárez
- Miss Caribe (1988) de Fernando Colomo
- La noche oscura (1989) de Carlos Saura
- El sueño del mono loco (1989) de Fernando Trueba
- El regreso de los mosqueteros (1989) de Richard Lester
- ¡Ay, Carmela! (1990) de Carlos Saura
- Las edades de Lulú (1990), de Bigas Luna
- Cómo ser mujer y no morir en el intento (1990) de Ana Belén
- La otra historia de Rosendo Juarez (1990) de Gerardo Vera
- La noche más larga (1991) de José Luis García Sánchez
- Beltenebros (1991) de Pilar Miró
- El evangelio según San Marcos (1991) de Héctor Oliveira
- La mujer y el pelele (1991) de Mario Camus
- La grande collection (1991) (serie TV)
- Jamón, jamón (1991) de Bigas Luna
- Una mujer bajo la lluvia (1992) de Gerardo Vera
- La Reina Anónima (1992) de Gonzalo Suárez
- Emma Zunz (1992) de Benoît Jacquot
- Belle Époque (1992) de Fernando Trueba
- Maratón (1993) de Carlos Saura
- La Muerte y la Brújula (1993) by Alex Cox
- El amante bilingüe (1993) de Vicente Aranda
- Cuentos de Borges (1993) TV series
- Huevos de oro (1993) de Bigas Luna
- Tirano Banderas  (1993) de José Luis García Sánchez
- Cómo ser infeliz y disfrutarlo (1993) de Enrique Urbizu
- La teta y la luna (1994) de Bigas Luna
- El detective y la muerte (1994) de Gonzalo Suárez
- La pasión turca (1994) de Vicente Aranda
- El rey del río (1994) de Manuel Gutiérrez Aragón
- Cuernos de mujer (1994) de Enrique Urbizu
- Antártida (1994) de Manuel Huerga
- El día de la Bestia (1995) de Álex de la Iglesia
- Two Much (1995) de Fernando Trueba
- Palace (1995) de Joan Gràcia, Paco Mir y Carles Sans
- Matías, juez de línea (1995) de Santiago Aguilar y Paco Mir
- El perro del hortelano (1995) de Pilar Miró
- Libertarias (1996) de Vicente Aranda
- Hollow Reed (1996) de Angela Pope
- La lengua asesina (1996) de Alberto Sciamma
- La Celestina (1996) de Gerardo Vera
- Más allá del jardín (1996) de Gerardo Vera
- Sus ojos se cerraron y el mundo sigue andando (1997) de Jaime Chávarri
- Hasta la victoria siempre (1997) de Juan Carlos Desanzo
- Sólo se muere dos veces (1996) de Esteban Ibarretxe
- Tranvía a la Malvarrosa (1996) de José Luis García Sánchez
- En brazos de la mujer madura (1996) de Manuel Lombardero
- La duquesa roja (1996) de Francesc Betriu
- Perdita Durango (1997) de Álex de la Iglesia
- Grandes ocasiones (1997) de Felipe Vega
- La mirada del otro (1997) de Vicente Aranda
- Torrente, el brazo tonto de la ley (1997) de Santiago Segura
- Una pareja perfecta (1998) de Francesc Betriu
- La niña de tus ojos (1998) de Fernando Trueba
- Muertos de risa (1998) de Álex de la Iglesia
- No se lo digas a nadie (1998) de Francisco Lombardi
- Un dulce olor a muerte (1998) de Gabriel Retes
- Goya en Burdeos (1999) de Carlos Saura
- Segunda piel (1999) de Gerardo Vera
- Petra Delicado (1999) TV series
- El portero (2000) de Gonzalo Suárez
- La comunidad (2000) de Álex de la Iglesia
- Lázaro de Tormes (2000) de Fernando Fernán Gómez y José Luis García Sánchez
- Torrente 2: misión en Marbella (2001) de Santiago Segura
- Tardes de Gaudí (2000) de Susan Seidelman
- El paraíso ya no es lo que era (2000) de Francesc Betriu
- La voz de su amo (2000) de Emilio Martínez Lázaro
- Juego de Luna (2001) de Mónica Laguna
- Son de mar (2001) de Bigas Luna
- Chica de Río (2001) de Christopher Monger
- Tuno negro (2001) de Pedro L. Barbero y Vicente J. Martín
- Lluvia (2001) de Katherine Lindberg
- Desafinado (2001) de Manuel Gómez Pereira
- Pasos de baile (2002) de John Malkovich
- El embrujo de Shanghai (2002) de Fernando Trueba
- No somos nadie (2001) de Jordi Mollà
- La marcha verde (2001) de José Luis García Sánchez
- Ultimas vacaciones (2001) de Neri Parenti
- Lo más cercano al cielo (2002) de Tonie Marshall
- El robo más grande jamás contado (2002) de Daniel Monzón
- Deseo (2002) de Gerardo Vera
- Navidad en el Nilo (2002) de Neri Parenti
- Los niños de San Judas (2003) de Aisling Walsh
- La hija del caníbal (2003) de Antonio Serrano
- Soldados de Salamina (2003) de David Trueba
- Tiempo de tormenta (2003) de Pedro Olea
- ¡Buen viaje, excelencia! (2003) de Albert Boadella
- El 7º día (2004) de Carlos Saura
- Isi/Disi - Amor a lo bestia (2004) de Chema de la Peña
- Sinfín (2005) de Manuel Sanabria y Carlos Villaverde
- La fiesta del Chivo (2005) de Luis Llosa
- Isi & Disi, alto voltaje (2006) de Miguel Ángel Lamata
- Teresa, el cuerpo de Cristo (2007) de Ray Loriga
- Canciones de amor en Lolita's Club (2007) de Vicente Aranda
- Manolete (2008) de Menno Meyjes
- Io, Don Giovanni (2009) de Carlos Saura
- El cónsul de Sodoma (2009) de Sigfrid Monleón
- La chispa de la vida (2011) de Álex de la Iglesia
- Nacido Rey (2014) de Agustí Villaronga
- Champions (2020) de Manuel Calvo

### Musicales
- The Last Horseman (2012) dirigido por Víctor Conde
- ¡Ay Carmela! (2013) dirigido por Andrés Lima

### Televisión
- Los pazos de Ulloa (1984) de Gonzalo Suárez (miniserie)
- La grande collection (1991) TV series
- Cuentos de Borges (1993) TV series
- Petra Delicado (1999) TV series
- Far From Home (2014) TV series
- To-Day (2014) TV series

## Premios
Saraqusta Film Festival
| Año  | Categoría        | Resultado |
| ---- | ---------------- | --------- |
| 2022 | Premio Saraqusta | Ganador   |